# Nucli de la Canonja
El Nucli de la Canonja és el centre històric de la Canonja (Tarragonès), protegit com a Bé Cultural d'Interès Local.

## Descripció
L'antic municipi de la Canonja fou annexionat al de Tarragona el 1964 i segregat de nou a l'any 2010. El seu terme té 7.32 km i és una zona planera amb una certa inclinació de muntanya a mar. La primera notícia demogràfica de la Canonja correspon al 1392. Aquest municipi es formà com a resultat de la fusió de quatre termes: la Canonja, Maricart, la Boella i el Territori.